# Kapradinový květ

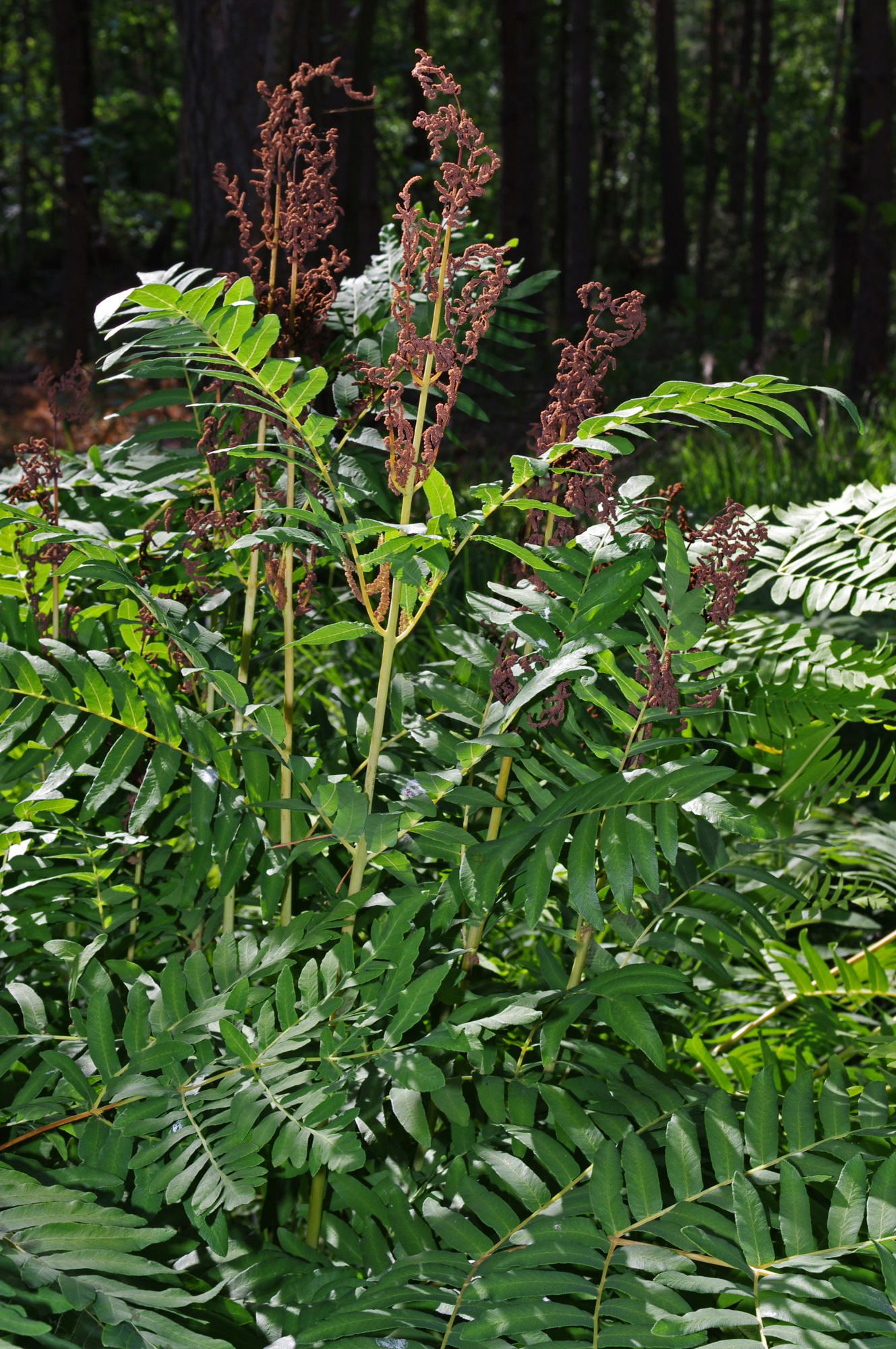
Kapradina podezřeň královská s „květem“.

Kapradinový květ je v lidových představách květ zlatého kapradí, bájné rostliny která kvete pouze jednou za rok, o půlnoci na Svatojánskou noc. Věří se že v sobě skrývá velkou magickou moc a víra v něj je nejspíše velice stará a souvisí s letním slunovratem.

## Lotyšská tradice
V Lotyšské kultuře se kapradinový kvítek ukazuje jen za noci Jāņi 23. – 24. června, kdy se oslavuje letní Slunovrat. Slouží jako symbol plodnosti. Během této noci odcházejí mladé páry do lesa "hledat kapradinový kvítek".

## Kvetoucí kapradí
Ve skutečnosti není kapradí kvetoucí rostlinou. Existuje i názor, že se mýtus opírá o skutečnou realitu a pokoušeli se v minulosti křížením rostlin kvetoucí kapradinu vyšlechtit. Některé kvetoucí rostliny vypadají jako kapradí, a některé dokonce kvetou pouze v noci. Avšak některé druhy kapradin jako například podezřeň královská (Osmunda regalis) mají výtrusnice v těsných shlucích, které mohou na první pohled květ připomínat.